# Epikaste (Gattin des Agamedes)
Epikaste (altgriechisch Ἐπικάστη Epikástē) ist eine Person der griechischen Mythologie.
Sie ist die Gattin des berühmten Baumeisters Agamedes in Arkadien. Mit diesem hat sie in Stymphalos die Kinder Trophonis und Kerkyon.

## Quelle
- Charax, Scholion zu Aristophanes, Nubes 508